# Battle Brothers
Battle Brothers ist ein Low-Fantasy-Taktik-Rollenspiel vom deutschen Entwicklerstudio Overhype Studios aus dem Jahr 2017.

## Hintergrund
Die Handlung spielt in einer mittelalterlichen Fantasywelt, die neben den Reichen der Menschen noch von Orcs, Goblins, Untoten und anderen Monstern bevölkert wird. Es gilt eine schlagkräftige Söldnertruppe aufzubauen und diese zu versorgen, auszurüsten und zu besolden. Ziel ist es, immer lukrativere, aber auch gefährlichere Aufträge anzunehmen, um später als reicher Söldnerführer in den Ruhestand zu gehen, der nach Siegpunkten bewertet wird.

## Spielmechanik
Auf einer zufällig generierten Open-World-Weltkarte, steht es dem Spieler in Echtzeit frei, welche Städte er mit seiner Kompanie ansteuert, um diverse Aufträge zu erhalten, um sich bei erfolgreichem Abschluss Sold zu verdienen.
Die Kämpfe werden rundenbasiert ausgetragen, wobei Kampfmoral, Ausdauer, Aufstellung, Sichtfeld und die Nutzung des Geländes wesentliche Rollen spielen. Söldner können mit gewonnenen Erfahrungspunkten ausgebildet werden, jedoch auch verletzt oder dauerhaft verstümmelt werden. Verwundete Söldner kann man im Lazarett auskurieren oder bei zu schweren Schäden auch entlassen. Wenn ein Söldner stirbt, ist er verloren (Permadeath). Die Ausrüstung wird im Kampf abgenutzt (was aber repariert werden kann).
Einen Söldner anzuwerben verursacht deutlich spürbare Kosten in Geld und Ausrüstung, danach kostet jeder Söldner Unterhalt in Geld, Essen und Werkzeugen (um die Ausrüstung in Schuss zu halten). Söldner desertieren, wenn sie nicht gut genug versorgt werden. Die Haupteinnahmequelle sind erfüllte Aufträge, darüber hinaus kann man etwas Geld verdienen durch Handel, die An- und Verkaufspreise sind auf jedem Markt verschieden. Es ist auch möglich, Händlerkarawanen zu überfallen und auszurauben, dies hat aber gewisse politische Nachteile.
Die Söldner können mit erbeuteten oder gekauften Waffen, Schilden und Rüstungen aus dem gemeinsamen Inventar ausgerüstet werden. Neu angeworbene Söldner bringen jeweils einen individuellen Hintergrund wie Herkunft oder zuvor ausgeübten Beruf mit, was spielmechanisch Vor- oder Nachteile bedeuten kann. Darüber hinaus lernt jeder Söldner manche Fertigkeiten besser, herauszufinden, welche diese sind kostet Geld.
Im späteren Spielverlauf gibt es wahlweise eine zufällige oder zuvor ausgesuchte Krise; ein Krieg der Adelshäuser, eine Orc- und Goblin-Invasion oder eine Untoten-Plage.

## Entwicklungsgeschichte
Battle Brothers wurde vom unabhängigen deutschen Entwicklerstudio Overhype Studios in Hamburg entwickelt. Das Entwicklerteam ließ nach eigenen Angaben Einflüsse aus UFO: Enemy Unknown (X-COM: UFO Defense), Warhammer: Im Schatten der gehörnten Ratte und Jagged Alliance in ihr Spiel einfließen. Der Soundtrack wurde von der deutschen Band Breakdown Epiphanies komponiert.

## Kritiken
Die GameStar bewertete es mit 78 % und im Interview mit GameStar listet der Spieleentwickler Josh Sawyer Battle Brothers als eines von fünf Rollenspielen, die jeder gespielt haben sollte.
Gamers Global bewertete das Spiel mit 8 von 10 Punkten.
Auf Metacritic erhielt das Spiel 80 %.

## Erweiterungen
- Lindwurm erschien gratis am 19. Oktober 2017 und erweitert die Spielwelt um Lindwurm-Ungeheuer.
- Beasts & Exploration erschien am 29. November 2018 und erweitert das Spiel unter anderem mit neuen Ungeheuern.
- Warriors of the North erschien am 9. Mai 2019 und erweitert die Spielwelt unter anderem mit nordischen Barbaren.
- Blazing Deserts erschien am 13. August 2020 und erweitert das Spiel unter anderem mit Wüstengebieten, Wüstenvölkern und einem Heiligen Krieg zwischen Nord- und Südvölkern als neue Krise.